# Ctenacis fehlmanni
Ctenacis fehlmanni is een vissensoort uit de familie van de rugvinkathaaien (Proscylliidae). De wetenschappelijke naam van de soort is voor het eerst geldig gepubliceerd in 1968 door Springer.